# Михайлов, Николай Петрович (мотогонщик)
Николай Петрович Михайлов (20 июня 1928, Пешково — 19 сентября 2010, Москва) — советский мотогонщик, мастер спорта СССР, неоднократный чемпион СССР по мотоспорту, выступавший в мотокроссе, кольцевых мотогонках и ипподроме на гаревых дорожках.

## Биография
Николай Петрович родился в деревне Пешково. Закончил 7 классов и уже в 14 лет (с 1942 по 1948 год) пошёл работать на Завод № 41 НКАП учеником слесаря 2 разряда. Осваивая новые специальности он повышал разряды, умел пользоваться всеми станками и дошёл до 6 разряда. В 1948 году был уволен ввиду ухода в Советскую Армию, где был зачислен на должность тренера Мосгорсовета спортивного общества «Динамо». Николай Петрович являлся капитаном команды общества «Динамо», который спонсировал Лаврентий Павлович Берия. В 1954 году откомандирован в главное управление милиции МВД СССР, зачислен на должность мотоциклиста высшей квалификации. С 1957 годы был зачислен на должность тренера в Вело-спорт клуб «Буревестник».
В 1968 году перешел в Центральный автомотоклуб СССР (ЦАМК) в спорт отдел тренером-механиком. С 1968—1975 он готовил мотоциклы для наших мотогонщиков, которые впоследствии выступали на чемпионате Европы.
Николай Петрович побывал почти во всех странах Европы в составе спортивной делегации механиком чемпионата Мира по мотокроссу.
С 1975 по 2006 Н. П. Михайлов работал в транспортной части ЦК КПСС в должности моториста 6 разряда. Несмотря на то, что его нынешняя работа никак не взаимодействовала со спортом, он не предал любимое дело. Работая в транспортной части, Николай Петрович готовил двигатели для раллийной команды СТК Комета, которая неоднократно выигрывала гонки.

## Место работы
- 1954—1958 — зачислен в Динамо мотоциклист высшей категории.
- 1958—1968 — клуб ДСО Буревестник
- 1968—1975 — ЦАМК СССР Зеленоград тренер-механик.
- 1975—2006 — Транспортная часть ЦК КПСС моторист.

## Достижения
Кросс (Класс 125)
- 1951: 1 место — Михайлов Н.(М);2 место — Карпов А.(МО);3 место — Крюченко Г.(Таш)
- 1952: 1 место — Кудинов С.(СА);2 место — Михайлов Н.(М);3 место — Филин М. (М)
- 1953: 1 место — Кудинов С.(СА);2 место — Михайлов Н.(М);3 место — Карпов А.(МО)

Кольцевые гонки (Класс 125)
- 1954: 1 место — Селиванов Н.(М);2 место — Михайлов Н.(М);3 место — Варшавский С.(М)
- 1956: 1 место — Михайлов Н.(М) С-154;2 место — Панферов Б.(М) С-154;3 место — Олейников А.(М) ОСК-125

Кл 175 гоночные
- 1960: 1 место — Михайлов Н.(М);2 место — Олейников А.(М)
- 1961: 1 место — Михайлов Н.(М);2 место — Рандла Ю.(Т);3 место — Сироткин А.(Л)

Ипподром (Класс 175)
- 1963: 1 место — Михайлов Н.(М);2 место — Шиляев В.(Киш);3 место — Себов М.(Од)
- 1964: 1 место — Котов В.(Кря);2 место — Михайлов Н.(М);3 место — Григорян В.(Тб)